# Nobsa
Nobsa est une municipalité située dans le département de Boyacá, en Colombie.

## Personnalités liées à la municipalité
- Giovanni Báez (1981-) : coureur cycliste né à Nobsa.